# Сквер у Театра оперы и балета имени Абая
Сквер у Театра оперы и балета имени Абая — сквер, расположенный в центре города Алматы у Театра оперы и балета имени Абая в границах улиц Кабанбай батыра — Назарбаева — Жамбыла — Байсеитовой.

## История
Сквер был создан в 1941 году по обе стороны здания Казахского академического театра оперы и балета им. Абая. При оформлении сквера использованы традиции классического садово-паркового искусства; цветников — орнаменты казахского народного изобразительного искусства. В композицию сквера органически вписываются гранитные лестницы, фонтаны с чашами, каскадные фонтаны, плескательные бассейны, оригинальные светильники и чугунное ажурное ограждение. В сквере установлены бюсты-памятники Мухтару Ауэзову и Джамбулу Джабаеву.
В 1967 году перед зданием театра построен фонтан-бассейн.
В 1972 году на примыкающей к скверу улице Байсеитовой, Динмухамедом Кунаевым поручено создать бульвар с устройством водного каскада. Проектированием занялся институт АлматыГипрогор и архитектор института Мэлс Сафин. В том же 1972 году бульвар с бассейном-фонтаном с названием «Неделька» был построен. Фонтан-бассейн «Неделька» состоит из трёх составных частей, разделённый расположенным по центру округлым фонтаном. Водный поток стекает по бассейнам-каскадам, вокруг которых растут деревья вязов. Чтобы усилить зелень, архитектором были задуманы декоративные стальные арки, которые проходят через каскадную часть фонтана. Всего арок семь штук, каждая названа днями недели, в нижней части арок установлены стальные декоративные решётки с орнаментом и надписи дней недели.
В 2012 году проведена реставрация сквера, для сохранения исторического облика никаких кардинальных изменений в структуру сквера не производилось.